# Chichén Itzá

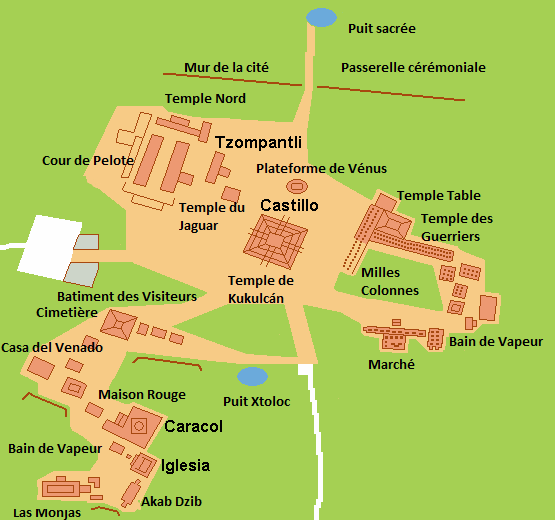
Chichén Itzá sematikus térképe

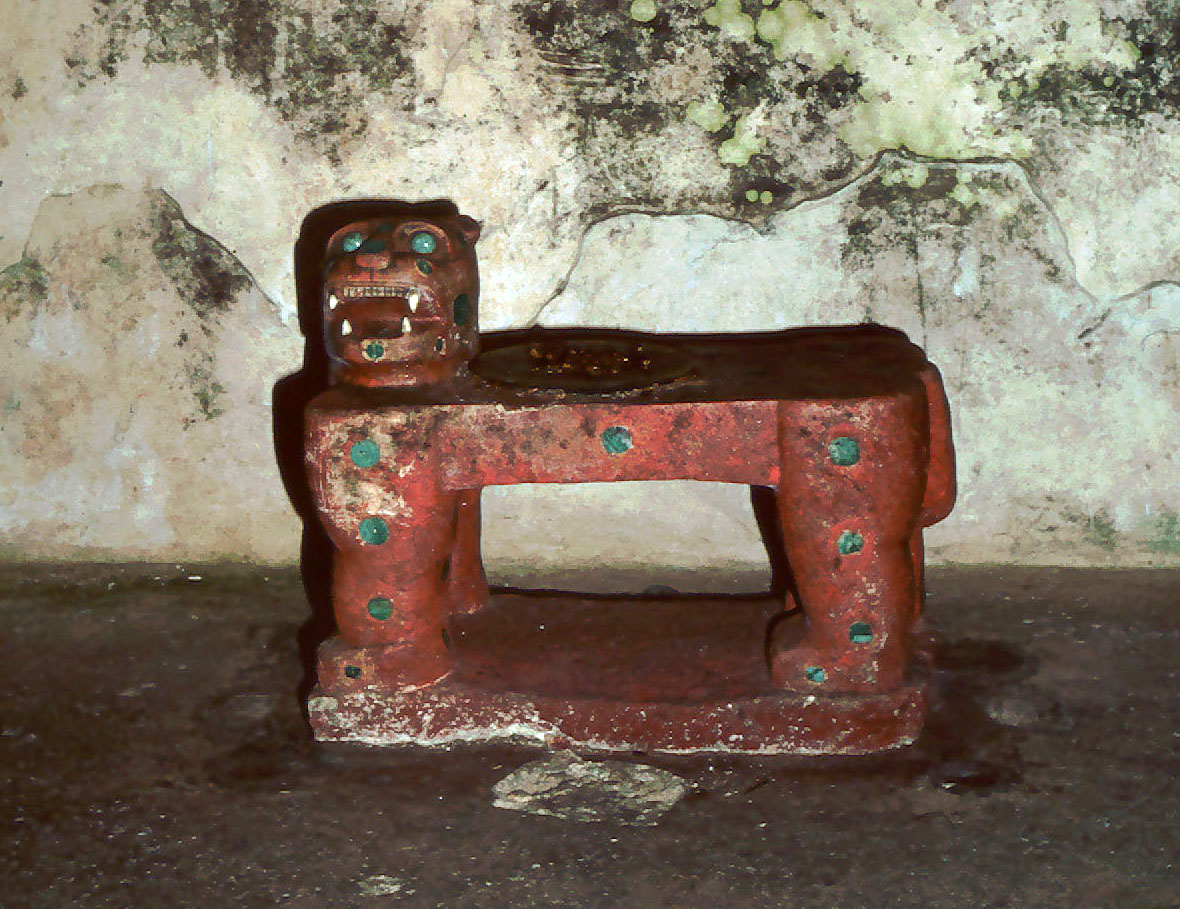
Kukulkán jaguár-trónusa

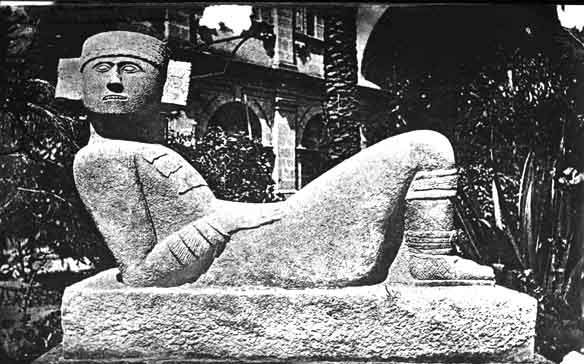
Chacmool szobor

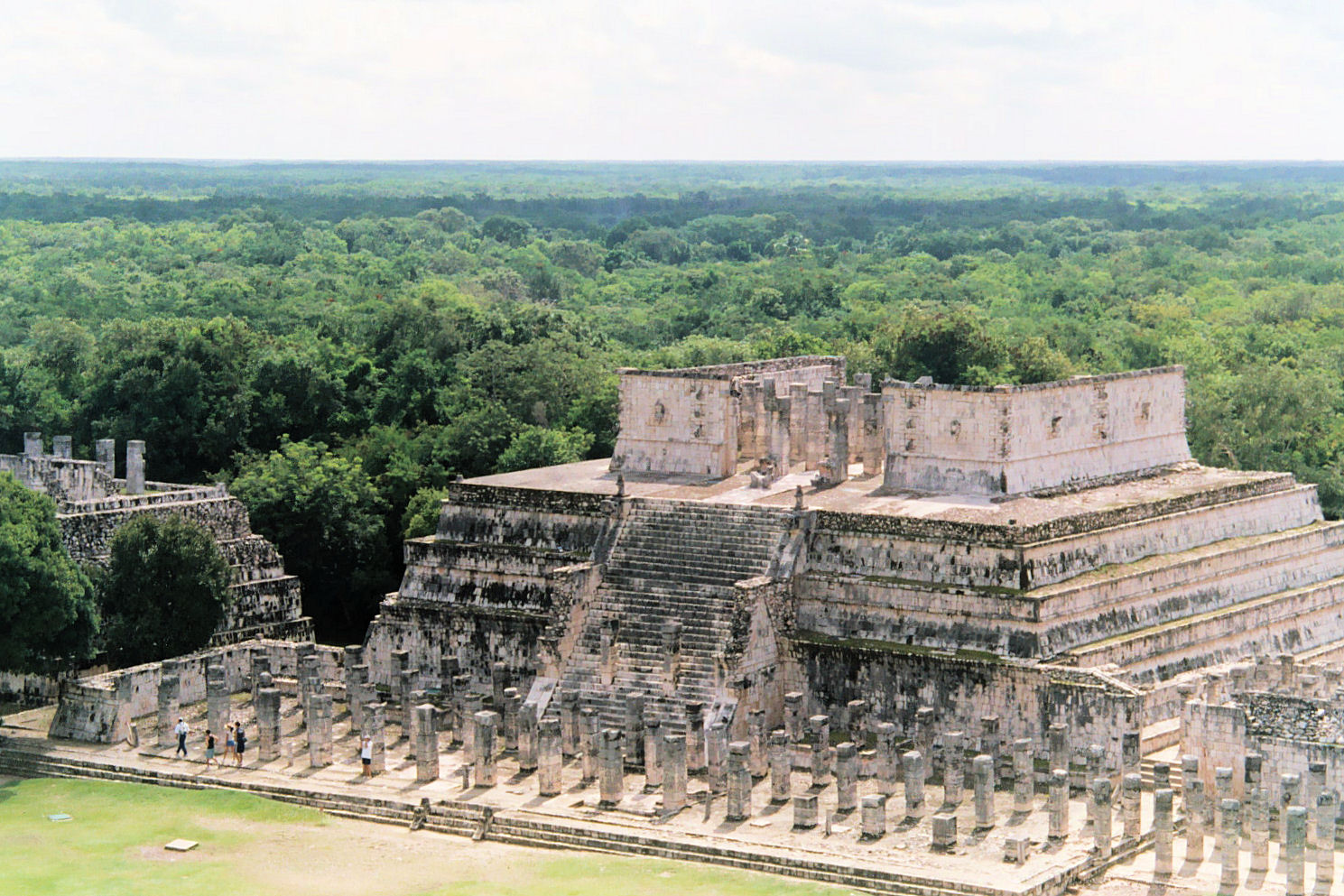
Az ezer harcos temploma

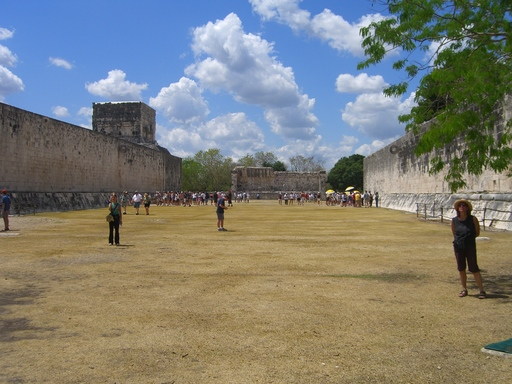
A nagy labdapálya

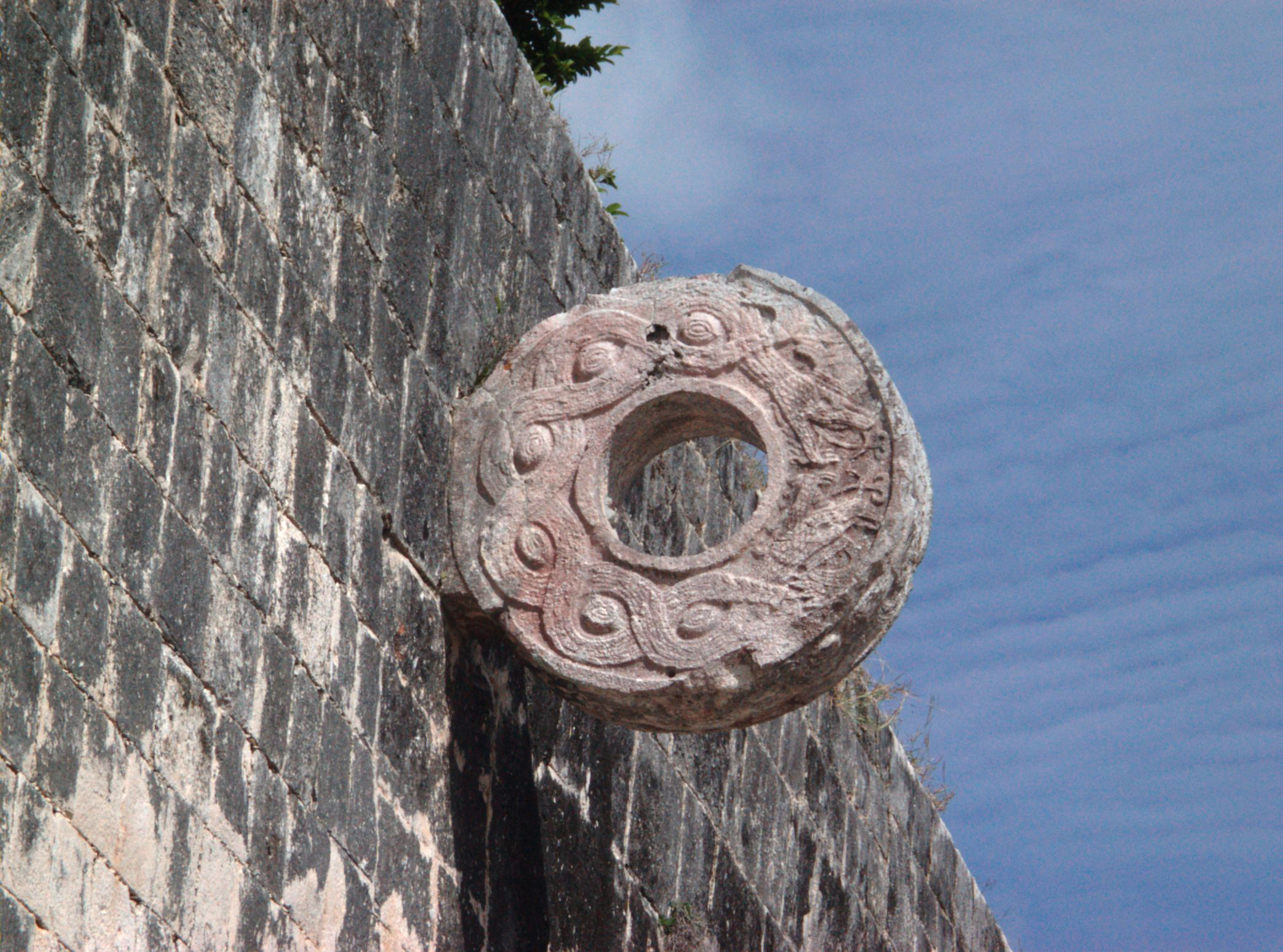
A játék célkarikája

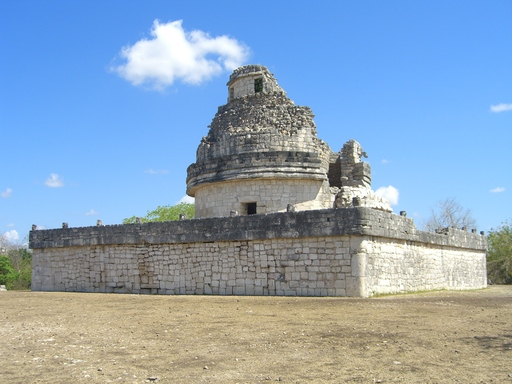
El Caracol csillagászati templom

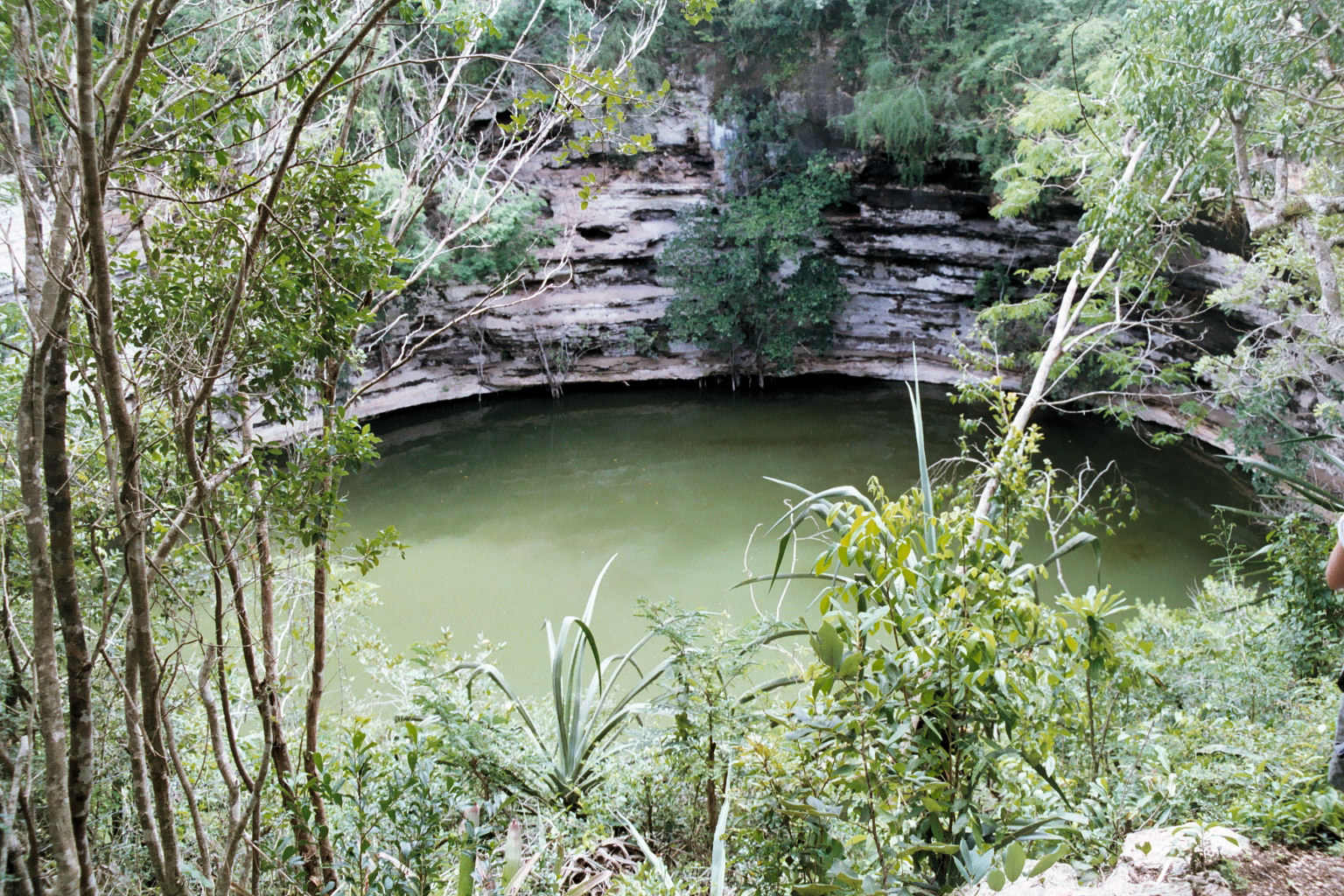
Cenote

Chichén Itzá (yucatáni maja nyelven chich'en itza ejtsd: csicsén icá) maja-tolték romváros Közép-Amerikában, a Yucatán-félsziget északi részén, Mexikóban. Az 500 körül épült maja várost a 10. században a Tulából kelet felé menekülő toltékok elfoglalták, majd a harci szövetségre lépő két nép katonai vezetői a maja-tolték birodalom fővárosává tették. A toltékok honosították meg Kukulkán – a tollas kígyóisten – tiszteletét, harci szokásaikat és az emberáldozat rítusát, amelynek jeleit a város ma is magán viseli. Chitchén Itzá a két nép kultúrájának és művészetének találkozási pontja. A város egyedülálló építészeti rom-együttese 1988 óta az UNESCO kulturális világöröksége, és 2007. július 7-től a világ hét új csodáinak egyike.

## A név eredete
A város maja neve: „Chich'en Itza” (spanyolos alakban: Chichén Itzá) jelentése – szabad fordításban – „az itzai kút kávájánál”. Az eredeti leírásban megjelenő [ch] és [ch'] a többes szám jele, míg a név alapja a ch'en szó, jelentése „hullám, vízfodor”. Az elnevezés arra a természetes vízgyűjtő területre utal, amelyen a város fekszik. A Yucatán-félsziget nagy részén nincsenek folyók, ezért a félsziget őslakói hatalmas föld alatti víznyelő barlangokból, illetve mély, aknaszerű természetes kutakból (cenote) nyerték a friss vizet. A város három ilyen, vízben gazdag cenote köré épült, amely a környező mezőgazdasági területeket is táplálta. Az életet adó kutakból kettő ma is látható.

## A város története
Korai feljegyzések szerint Chichén Itzá városát a maják alapították 435 és 455 között, majd mintegy 200 évvel később, 682-690 körül, a várost tápláló cenoték kiszáradása miatt elhagyták. A természetes kutak újratöltődése után a város korábban elvándorolt lakói visszaköltöztek és 879-től ismét fejlődésnek indult. Az itt épült maja templomváros kiterjedése körülbelül egy kilométer volt; lakói kizárólag maja főpapok és magas funkcionáriusok voltak. A alacsonyabb rangú hivatalnokok és földművesek a város körüli síkságot népesítették be és innen látták el a városlakókat.
Chichén Itzá második felvirágzása 987-re, a tolték hódítás idejére tehető, amikor Topilcin-Quetzalcoatl tolték fejedelem – Tula után – birodalma új fővárosává tette. A toltékok, e harcos, barbár nép átvette az új lakóhelyen talált műveltséget és vallást, de saját arculatára formálta. Keveredtek a csicsimékekkel és az egykori maja területen – legalább 20 meghódított városban, közöttük Tulúm és Uxmal városában is – meghonosították és elterjesztették Quetzalcoatl tiszteletét, akit a maják Kukulkánnak neveztek. (A toltékok fejedelmei istenkirályok voltak, s felvették a Quetzalcoatl nevet.) Az istenek a toltékok képzeletében vérszomjas zsarnokok voltak – hitük szerint a Napot állandóan emberi vérrel kellett táplálni, hogy a halál föld alatti házából hajnalonként fölemelkedjen. Az áldozatszerzés kényszere állandó háborút eredményezett, amelyben megfelelő számú foglyot kellett ejteni. A tolték művészet megdöbbentő, sokak számára rettenetes, hiszen állandó vérontásról tanúskodik. Épületeiket harci események, emberszívet lakmározó sasok képeivel, szörnyekkel és kígyó-madár-jaguártestű fantáziaállatok alakjaival díszítették.
A korabeli krónikák feljegyzése szerint 1221-ben polgárháború tört ki, a város több épülete leégett. Chichén Itzá hanyatlásnak indult és Mayapán lett a térség új központja.
1531-ben Francisco de Montejo spanyol konkvisztádor foglalta el a várost és elrendelte, hogy ismét Chichén Itzá legyen a spanyol uralom alá hódított Yucatán-félsziget központja. Ám néhány hónappal később a maja őslakosság Montejóba és a szárazföld belsejébe húzódott vissza.

## A romváros legérdekesebb épületei

### Kastély –El Castillo
Chichén Itzá legimpozánsabb épülete a spanyol hódítók által El Castillonak, azaz „Kastély”nak elnevezett és Kukulkán tollas kígyóisten tiszteletére emelt piramistemplom. A prehispán, maja építészeti stílusú templomot Quetzalcoatl, a toltékok királya emeltette 987 körül. A pontosan észak-dél-kelet-nyugati tájolású, hatalmas, kilenc teraszra tagolódó, négyzetes kőtemplom 55 méter magas. Minden oldalán 91-91 lépcsőfok – összesen 365 (!) – vezet fel a tetőn álló szentélyhez, „ahol a legyőzött ellenség szívét kivágva mutattak be győzelmi áldozatot”. A templom különlegessége a tavaszi és őszi napéjegyenlőség idején feltáruló tünemény: a kelő és nyugvó Nap sugarai által vetett árnyékok egy, a templomból előkúszó kígyó alakját elevenítik meg; a fejet és a farkat a piramis alján és tetején kőből faragták ki.
A templom egy régebbi, kisebb piramisra épült, amelyre 1930-ban, a Mexikó Állam által finanszírozott helyreállítási munkálatok során találtak rá. A belső piramis, az úgynevezett Vörös Jaguár-templom rejtette magában a főpapi „Jaguár-trónt”. A falakat díszítő freskótöredékek a toltékok véres harcait örökítették meg.
A templom vallási, csillagászati és uralkodói célokat szolgált: a templom kilenc terasza a „maja hitvilágban a halál kilenc bugyrát szimbolizálta; … a külső piramis a 365 napból álló évet, … a kisebb piramis szerkezete a holdnaptárat” jelenítette meg.

### Harcosok temploma
A Harcosok temploma lépcsős piramistemplom, tetején két cellára osztott kőboltozatos szentéllyel és csak-mool  szoborral. A csak-moolok különös, gyakran megjelenő istenalakok, akiket felhúzott lábakkal, könyökükre támaszkodva, hátukon fekve ábrázoltak. A hasukon vagy edény vagy egy faragott mélyedés volt, ahová az áldozati tárgyakat, adományokat lehetett letenni. Feltételezik, hogy olyan áldozati oltár is volt, ahova gyakran a feláldozott ember szívét tették.
A templom körül elhelyezkedő gyülekezési csarnokok födémszerkezetét tartó négyszögletes oszlopokat marcona harcosok lapos domborművei díszítik. Minden katona más-más egyéniség – a kőbe faragott hősök szimbolikus csarnoka, a katonai erény példázata. Az épület a harcosélet szépségének állít emléket.
A toltékok a maja építési technológiát használták, építészetük legjellemzőbb önálló eleme, a sok ember befogadására alkalmas, nagy gyülekezési területek kialakítása volt.

### Labdajáték-pálya
A pok ta pok elnevezésű rituális labdajáték a maja kultúra egyik jellemző eleme. A téglalap alaprajzú pályát hosszanti irányban magas fallal határolták, amelynek két végén 6,5 méter magasan egy-egy körgyűrű volt, amelyen a labdát a kezek és lábak használata nélkül, azaz vállal, mellel, vagy csípővel kellett átütni. A labda különböző súlyú lehetett: 400 gramm, 1, 2 vagy 4 kilogramm. E rendkívül megerőltető játékot öt-hét játékosból álló két csapat játszotta. A játékosok bőrből készült erős védőruhát és térdvédőt hordtak, valamint a csapattagok egy része felemás cipőt viselt.
Chichén Itzában találjuk egész Közép-Amerika legfigyelemreméltóbb labdajátékpályáját. A 168 méter hosszú, 38 méter széles pálya a Kukulkán-templomtól néhány száz méterre északnyugatra fekszik. A pálya hosszanti oldalait 8 méter magas falak határolják, két végén egy-egy templom áll. Az oldalfalak domborművei lefejezett játékosokat ábrázolnak, ebből a kutatók azt a következtetést vonták le, hogy a játék az életért folyt. Az még ma is vitatott, hogy csak a vesztesek csapatkapitánya, vagy az egész csapat a győztesek áldozatává vált.
Kiemelt figyelmet érdemel, hogy a játéktér különleges akusztikával bírt. A falak építésénél hét különböző mész- és homokkövet használtak, aminek eredményeként egyetlen taps, hétszeres visszhangot ad – ez építészeti mestermunkának tekinthető.

### Főpapok temploma
Ez a lépcsős szerkezetű piramistemplom, az El Castillo kicsinyített mása. A belsejéből induló lépcsősor 42 méter mély sírkamrába vezet. Nevét a feltáráskor itt talált gazdag temetkezési leletanyagról kapta.

### Apácakolostor
A tolték építészet egyik legépebben ránk marad emléke, amelyben sok szobrot találtak a kutatók. Spanyol „ragadványneve” dacára állami, közigazgatási épület volt.

### A Csiga –El Caracol
A Csiga négyszögletes platón álló hengeres épület egy, a gömbkupolához felvezető csigalépcsővel, amely egy obszervatórium volt. A háromszintes épület csillagmegfigyelő helyiségének ajtajai és ablakai úgy helyezkedtek el, hogy látni lehetett a Hold legnagyobb észak-déli deklinációját, továbbá a Vénusz bolygót és a naplementét.
A maják a folyosót megvilágító napsugár szögét használták fel arra, hogy megállapítsák a nap-éj egyenlőségek időpontját. Az El Caracol sarkainál hatalmas, vízzel teli kőedényeket helyeztek el. A víz felszínén visszatükröződő csillagképeket megfigyelve pontosították összetett, de rendkívül pontos naptári rendszerüket.

### Áldozat kútja
A Kukulkán-templomtól 300 méterre található a szent cenote, vagy Áldozat kútja. Ez egy természetes 23 méteres tágas mélyedés, az alján vízforrással. Szárazság idején élve dobták bele az áldozatokat, hogy cselekvésre bírják az Esőistent. A feltárt csontmaradványok szerint gyermekeket és felnőtteket löktek áldozatul a mélybe. A kút régészeti feltárása során, a csontok mellett szentképeket, edénymaradványokat, jade-tárgyakat és drágaköveket is találtak, de ezek nagy része sokkal későbbi időkből való, mint a toltékok kora. Ez arra utal, hogy a szent helyet még évszázadokon keresztül zarándokhelyként keresték fel.

## Turizmus
Chichén Itzá egzotikumára és egyediségére az amerikai John Lloyd Stephens: Incidents of Travel in Yucatan címmel 1843-ban megjelent kétkötetes könyve hívta fel a nagyközönség figyelmét. Ettől kezdve, azaz több mint százötven éve a város kedvelt, izgalmas turistacélpont. A legnagyobb érdeklődés a tavaszi napforduló idejére esik, mert minden évben több ezren szeretnék átélni a nagy piramistemplomból előkúszó fény-árnyék kígyó csodálatos látványát. Chichen Itza Mexikó második leglátogatottabb műemléke.